# Placówka Straży Granicznej w Krynicy Morskiej
Placówka Straży Granicznej w Krynicy Morskiej – graniczna jednostka organizacyjna polskiej straży granicznej realizująca zadania w ochronie granicy państwowej.

## Terytorialny zasięg działania
Brzegiem Zatoki Gdańskiej i morza terytorialnego na odcinku powiatu nowodworskiego oraz na lądzie od brzegu morza terytorialnego (na zachód od znaku granicznego nr 2439) do zachodniego brzegu Zalewu Wiślanego (na wschód od znaku granicznego nr 2436) .
Linia rozgraniczenia
- z Kaszubskim Dywizjonem Straży Granicznej w Gdańsku:

od granicy państwowej, wzdłuż brzegu morza terytorialnego i Zatoki Gdańskiej na odcinku powiatu nowodworskiego,
od granicy państwowej, wzdłuż zachodniego brzegu Zalewu Wiślanego na odcinku powiatu nowodworskiego,
- z placówką Straży Granicznej w Elblągu: od brzegu Zalewu Wiślanego granicą gmin Sztutowo i Nowy Dwór Gdański oraz Elbląg i Gronowo Elbląskie[1] .
- z placówką Straży Granicznej w Gdańsku: granicami Gdańska (m.p.) i gminy Cedry Wielkie oraz Stegna i Ostaszewo[1] .

## Komendanci placówki
- ppłk SG Stanisław Kowalczyk
- ppłk SG Sławomir Pałubiński (2009–2012)[2]
- ppłk SG Janusz Śliwiński[3] (2012–2017)
- ppłk SG Arkadiusz Kulik (2017–2018)
- mjr. SG Marek Zacharski[4] (2018- )